# Špindlerův Mlýn
Špindlerův Mlýn település Csehországban, Trutnovi járásban. Špindlerův Mlýn Rokytnice nad Jizerou, Vítkovice, Strážné, Vrchlabí, Pec pod Sněžkou, Karpacz, Jelenia Góra, Piechowice és Szklarska Poręba településekkel határos. Lakosainak száma 1136 fő (2025. január 1.).

## Népesség
A település lakosságának változását az alábbi diagram mutatja:
| Lakosok száma | 2602 | 2541 | 2524 | 1428 | 1388 | 1162 | 1125 | 1098 | 979  | 1136 |
|               | 1869 | 1900 | 1921 | 1961 | 1980 | 2014 | 2017 | 2020 | 2022 | 2025 |

## Testvérvárosai
- Podgórzyn, Lengyelország [2]
- Alanya, Törökország